# 2015-ös magyar férfi vízilabdakupa
A 2015-ös magyar férfi vízilabdakupa (hivatalosan 2015. évi Férfi Vízilabda Magyar Kupa) a magyar vízilabda-bajnokság után a második legrangosabb hazai versenysorozat. A Magyar Vízilabda-szövetség írta ki és 19 csapat részvételével bonyolította le. A mérkőzéssorozat győztese a LEN-Európa-kupában indulhatott. A sorozatot a ZF-Eger nyerte, története során negyedik alkalommal.

## Sorsolás
A sorsolásra 2015. augusztus 17-én, 12:00 órakor került sora Hajós Alfréd Sportuszodában. A sorsolás rendszere: vaksorsolás.

## Lebonyolítás
A verseny két fő szakaszból állt: egy selejtező csoportkörből és egy egyenes kieséses szakaszból. A 2015–16-os élvonalbeli vízilabda-bajnokság 16 csapata és a további nevezett csapatok négy csoportba kerültek.
A csoportokban a csapatok egyfordulós – 1–4. forgatási táblázatú – körmérkőzéssel döntötték el a helyezéseket. A csoportok első és második helyezett csapatai kerültek az egyenes kieséses szakaszba. A legjobb nyolc között oda-visszavágós, az elődöntőben és a döntőben pedig egymérkőzéses párharcokat vívtak.

## Csoportkör
A csoportkör során mind a csoportmérkőzéseket ugyanazon a helyszínen rendezték meg. A csapatok körmérkőzéses rendszerben mérkőztek meg egymással. A csoportok első két helyezett csapata jutott a negyeddöntőbe.
| Színmagyarázat                        |
| ------------------------------------- |
| Az egyenes kieséses szakaszba jutott. |
| Kiesett.                              |

### A csoport
A csoportmérkőzéseket Nagykanizsán rendezték.
| #  | Csapat               | M | GY | D | V | DG–KG | GK  | P  |
| -- | -------------------- | - | -- | - | - | ----- | --- | -- |
| 1. | A HÍD-OSC-Újbuda     | 4 | 4  | 0 | 0 | 87–25 | +62 | 12 |
| 2. | Debreceni VSE        | 4 | 3  | 0 | 1 | 54–44 | +10 | 9  |
| 3. | VasasPLAKET          | 4 | 2  | 0 | 2 | 45–51 | -6  | 6  |
| 4. | TVSE                 | 4 | 1  | 0 | 3 | 33–63 | -30 | 3  |
| 5. | Kanizsa VSE (OB I/B) | 4 | 0  | 0 | 4 | 37–73 | -36 | 0  |

### B csoport
A csoportmérkőzéseket Pécsen rendezték.
| #  | Csapat                    | M | GY | D | V | DG–KG | GK  | P |
| -- | ------------------------- | - | -- | - | - | ----- | --- | - |
| 1. | Ferencvárosi TC           | 3 | 3  | 0 | 0 | 35–23 | +12 | 9 |
| 2. | Tiszavirág Szeged Diapolo | 3 | 2  | 0 | 1 | 38–29 | +9  | 6 |
| 3. | UVSE-Hunguest Hotels      | 3 | 1  | 0 | 3 | 24–34 | -10 | 3 |
| 4. | PVSK-Mecsek Füszért       | 3 | 0  | 0 | 3 | 20–31 | -11 | 0 |

### C csoport
A csoportmérkőzéseket Miskolcon rendezték.
| #  | Csapat                      | M | GY | D | V | DG–KG  | GK  | P  |
| -- | --------------------------- | - | -- | - | - | ------ | --- | -- |
| 1. | ZF-Eger                     | 4 | 4  | 0 | 0 | 74–29  | +45 | 12 |
| 2. | Budapesti Honvéd SE         | 4 | 3  | 0 | 1 | 59–35  | +24 | 9  |
| 3. | BVSC-Wáberer Hungária-Zugló | 4 | 2  | 0 | 2 | 49–33  | +16 | 6  |
| 4. | PannErgy-MVLC               | 4 | 1  | 0 | 3 | 40–46  | -6  | 3  |
| 5. | Ceglédi VSE (OB I/B)        | 4 | 0  | 0 | 4 | 21–100 | -79 | 0  |

### D csoport
A csoportmérkőzéseket Kaposváron rendezték.
| #  | Csapat                       | M | GY | D | V | DG–KG | GK  | P  |
| -- | ---------------------------- | - | -- | - | - | ----- | --- | -- |
| 1. | Szolnoki Dózsa-KÖZGÉP        | 4 | 4  | 0 | 0 | 82–16 | +66 | 12 |
| 2. | Kaposvári VK                 | 4 | 3  | 0 | 1 | 41–46 | -5  | 9  |
| 3. | Valdor-Szentes               | 4 | 2  | 0 | 2 | 32–45 | -13 | 6  |
| 4. | KSI SE                       | 4 | 1  | 0 | 3 | 33–48 | -15 | 3  |
| 5. | YBL Water Polo Club (OB I/B) | 4 | 0  | 0 | 4 | 24–57 | -33 | 0  |

## Negyeddöntők
A továbbjutott 8 csapatot vaksorsolással 4 párba sorsolták. A párba sorsolt csapatok két mérkőzést játszottak az elődöntőbe jutásért. A továbbjutás a két mérkőzés összesített eredménye alapján történt. Az első mérkőzésen pályaválasztó az elsőnek kisorsolt csapat volt. Az első mérkőzéseken döntetlen eredmény születhetett, a második mérkőzést döntésig kellett játszani (FINA szabálynak megfelelően 5db 5 méteres következett, amennyiben nincs döntés felváltva az első hibáig)
| 1. csapat           | Össz. | 2. csapat                 | 1. mérk. | 2. mérk. |
| ------------------- | ----- | ------------------------- | -------- | -------- |
| Szeged Diapolo (I)  | 22–19 | Kaposvár (I)              | 10–10    | 12–9     |
| ZF-Eger (I)         | 21–18 | FTC-PQS Waterpolo (I)     | 8–9      | 13–9     |
| RacioNet Honvéd (I) | 11–16 | A-HÍD OSC Újbuda (I)      | 6–6      | 5–10     |
| Debrecen (I)        | 14–27 | Szolnoki Dózsa-KÖZGÉP (I) | 5–13     | 9–14     |

## Elődöntők
Az elődöntőbe jutott 4 csapat között sorsolással került kiválasztásra a két-két csapat, melyek egy mérkőzésen küzdöttek meg a döntőbe jutásért. A vesztes csapatok nem játszottak a harmadik helyért, mind a két csapat harmadik helyezettnek tekintendő. Az elődöntő és a döntő helyszínét az MVLSZ  választotta ki.
| 2015. december 12. | Szolnoki Dózsa-KÖZGÉP | 9-5         | Szeged Diapolo | Bitskey Aladár uszoda, Eger |
| 2015. december 12. | (2–1, 4–2, 0–2, 3–0)  |             |                | Bitskey Aladár uszoda, Eger |
| 2015. december 12. | Younger 2             | Jegyzőkönyv | öt játékos 5   | Bitskey Aladár uszoda, Eger |

| 2015. december 12. | A-HÍD OSC Újbuda     | 4-5         | ZF-Eger | Bitskey Aladár uszoda, Eger |
| 2015. december 12. | (1–4, 0–0, 2–0, 1–1) |             |         | Bitskey Aladár uszoda, Eger |
| 2015. december 12. | Bátori 2             | Jegyzőkönyv | Biros 2 | Bitskey Aladár uszoda, Eger |

## Döntő
Az elődöntő két győztes csapat a mérkőzhetett a kupa elnyeréséért. 
| 2015. december 13. | Szolnoki Dózsa-KÖZGÉP       | 8–8 (büntetőkkel 4–5) | ZF-Eger | Bitskey Aladár uszoda, Eger Nézőszám: 1,800 |
| 2015. december 13. | (2–2, 1–2, 3–1, 2–3 b: 4–5) |                       |         | Bitskey Aladár uszoda, Eger Nézőszám: 1,800 |
| 2015. december 13. | Varga Dénes 4               | Jegyzőkönyv           | Ćuk 3   | Bitskey Aladár uszoda, Eger Nézőszám: 1,800 |

| 2015 Magyar Kupa Winner |
| ----------------------- |
| ZF-Eger 4. cím          |

| 1 Branislav Mitrović, 2 Angyal Dániel, 3 Biros Barnabás, 4 Uroš Čučković, 5 Hosnyánszky Norbert, 6 Lőrincz Bálint, 7 Miloš Ćuk, 8 Szívós Márton, 9 Erdélyi Balázs, 10 Boris Vapenski, 11 Bedő Krisztián, 12 Fejes Benedek, 13 Biros Péter (c), 14 Csoma Kristóf |
| Vezetőedző |
| Dabrowski Norbert |

### Végeredmény
|                | Csapat                |
| -------------- | --------------------- |
|                | ZF-Eger               |
|                | Szolnoki Dózsa-KÖZGÉP |
|                | A-HÍD OSC Újbuda      |
| Szeged Diapolo |                       |